# Chariesthes leonensis
Chariesthes leonensis là một loài bọ cánh cứng trong họ Cerambycidae.